# Prodidomus purpureus
Prodidomus purpureus är en spindelart som beskrevs av Simon 1907. Prodidomus purpureus ingår i släktet Prodidomus och familjen Prodidomidae. Inga underarter finns listade i Catalogue of Life.